# Proglas
Proglas ist eine in Versen geschriebene Vorrede („Vorgesang“) zu der Übersetzung der Evangelien ins Altkirchenslawische aus dem 9. Jahrhundert. Als Autor gilt der hl. Kyrill.
Es ist das älteste erhaltene Schriftstück in altkirchenslawischer Sprache. Das Gedicht ist 110 Verse lang, jeder Vers besteht aus 12 Silben, der 111. Vers ist Amen.

## Handschriften
Proglas wurde im Jahr 1858 von A. F. Hilferding in einer serbischen Handschrift aus dem 14. Jahrhundert entdeckt. Außerdem ist es in zwei altslawischen Übersetzungen der Evangelien aus dem 13. und 14. Jahrhundert und in einer russischen Handschrift aus dem 16. Jahrhundert enthalten.

## Bedeutung und Inhalt
Das Gedicht befindet sich sowohl in formaler wie auch inhaltlicher Sicht auf einem sehr hohen Niveau. Es besingt die Übersetzung des Wortes Gottes in eine den Menschen verständliche Sprache und rühmt die Nationalsprache als ein notwendiges Mittel zu Verbreitung von Bildung und Frömmigkeit.
„In keiner Literatur aus dieser Zeit und auch noch lange danach finden wir einen vergleichbaren Appell an das Volk, die Bücher in eigener Sprache zu schätzen.“

## Beispiele
„VORREDE (GESANG) ZUM HEILIGEN EVANGELIUM BIN ICH.

Wie die Propheten verheißen hatten,

Christus kommt die Völker zu sammeln,

denn er ist das Licht der ganzen Welt.

Das geschah in unserem siebten Jahrtausend.

Sie sagten: Die Blinden werden sehen,

die Tauben werden das Wort Gottes hören.

Deshalb ist es nötig, Gott kennenzulernen.

So hört nun ihr Slawen diese Worte.“

„Der heilige Paulus lehrte:

Wenn ich im Gebet vor Gott trete,

möchte ich lieber fünf Worte mit meinem Verstand reden,

damit ich auch andere unterweise,

als zehntausend unverständliche Worte.“

„Nackt (schutzlos) stehen die Völker da,

wenn sie keine Bücher in eigener Sprache haben,

ohne diese Waffen

können sie nicht gegen den Widersacher menschlicher Seelen kämpfen

und sind dem ewigen Verderben ausgeliefert.“

Anmerkung: Die Verse sind frei ins Deutsche übertragen aus dem tschechischen Text in Vašica.

## Rezeption
Proglas wurde im 20. Jahrhundert von tschechischen Komponisten mehrmals vertont, z. B. in voller Länge von Zdeněk Pololáník (1980) und in Teilen von Jiří Pavlica.
Radio Proglas ist ein privater christlicher Sender in Tschechien, gegründet 1995.